# Rakitan (Madukara)
Rakitan is een bestuurslaag in het regentschap Banjarnegara van de provincie Midden-Java, Indonesië. Rakitan telt 2408 inwoners (volkstelling 2010).